# Tethlimmena basalis
Tethlimmena basalis är en skalbaggsart som beskrevs av Charles Joseph Gahan 1895. Tethlimmena basalis ingår i släktet Tethlimmena och familjen långhorningar. Inga underarter finns listade i Catalogue of Life.